# Proprioseiopsis cabonus
Proprioseiopsis cabonus är en spindeldjursart som först beskrevs av Schicha och Elshafie 1980.  Proprioseiopsis cabonus ingår i släktet Proprioseiopsis, och familjen Phytoseiidae. Inga underarter finns listade.